# 邁克爾·威斯利
邁克爾·威斯利（英文：Michael Wesely，1963年—），生於德國慕尼黑，是德國藝術攝影師，以用特殊的超長時間曝光技術拍攝的花朵、城市、建築物、風景和靜物照片而聞名，目前在柏林生活和工作。

## 生涯
從1986年到1988年，邁克爾·韋斯利參加了慕尼黑的巴伐利亞國立攝影學院，然後在慕尼黑美術學院和Heribert Sturm以及James Reineking一起學習。

## 作品
韋斯里使用一台自製的特殊針孔相機拍攝深刻而又迅速發展的場景，例如在1990年代後期柏林牆倒塌後的幾年中重建的柏林波茨坦廣場。相比之下，他後來拍攝的是東德和美國廣闊的田野和天空的風景照。在重建紐約現代藝術博物館（MoMA）期間，韋斯理拍攝並記錄了建築變化的照片。這就是所謂的“開放快門”項目，該項目於2004年在現代藝術博物館展出。隨後，他與莉娜·金（Lina Kim）一起拍攝了巴西首都巴西利亞。

## 出版物精選
- Vereinte Versicherung AG (ed.): Michael Wesely, American landscape. Storms. Munich. 2000. ISBN 3-927533-26-2
- Galerie Fahnemann. Autor Philippe van Cauteren (eds.): Ostdeutschland = East Germany. König. Köln. 2004. ISBN 3-88375-849-3
- Time works. Schirmer Mosel. Munich. 2010. ISBN 978-3-8296-0513-7
- Hubertus von Amelunxen, Ludwig Seyfarth, Dorothee von Windheim: Michael Wesely Portraits 1988–2013. Distanz. Berlin. 2013. ISBN 978-3-95476-043-5

## 外部連結
- 邁克爾·威斯利（德国国家图书馆目录相关文献）
- Michael Wesely's personal website （页面存档备份，存于）
- CASANOVA Gallery （页面存档备份，存于）
- Michael Wesely （页面存档备份，存于） artnet.com